# Sarah Petrausch
Sarah Petrausch (ur. 31 lipca 1990 r. w Datteln) – niemiecka siatkarka, grająca jako atakująca. Obecnie występuje w drużynie Rote Raben Vilsbiburg.

## Kariera
- 2005–2009 VC Olympia
- 2009 - Rote Raben Vilsbiburg

## Sukcesy
- 2009 - 4. miejsce na ME
- 2010 -  Mistrz Niemiec